# Rajko Prodanović
Rajko Prodanović (Beograd,  24. travnja 1986.) je srbijanski rukometni reprezentativac. Član je Vardara iz Skoplja. Igra na poziciji desnoga krila. Karijeru je započeo u Jugoviću iz Kaća.

## Vanjske poveznice
- Profil na mrežnoj stranici EHF-a